# Bågø
Bågø, stavemåde før 1. april 1948 Baagø, er en ø med 22 indbyggere 2024 i Lillebælt 5 km nordvest for Assens på Fyn.
I 1901 var folketallet 207, i 1911, 1916 og 1930 220, i 1940 210, derefter indtraf et vedvarende fald, i 1965 til 113, frem til 1999 var indbyggertallet vedvarende faldet til 29, derefter steg antallet til 39 i 2004, hvorefter det faldt til 24 i 2016. Folketallet steg igen til 31 i 2021, og faldt så til 25 i 2023.
Bågø har et areal på 6,23 km² og er en udpræget landbrugsø – ca. halvdelen af øen er opdyrket. Mod sydøst ligger en række husmandssteder, og på sydkysten nogle sommerhuse nær havnen, der har en afdeling for lystbåde. Bågø har færgeforbindelse med Assens. Øen fik egen kirke Bågø Kirke i 1861. 
Midt på øen ligger Bågø by, som kan spores helt tilbage til 1200-tallet. Den oprindelige »byplan« er bevaret med store gårde på begge sider af den brede bygade. Der er ikke foretaget nogen egentlig jordudskiftning, men fem af gårdene er flyttet ud som følge af brand eller pladsmangel. I tidens løb har der kilet sig forskellige servicefunktioner ind blandt gårdene: købmand, mejeri og smedje, som alle er nedlagt i nutiden, men bygningerne kan stedfæstes. Naturskolen i den sydvestlige del af byen var indtil 1986 både skole og lærerbolig, men ophørte som folkeskole, da der kun var én elev tilbage. I dag bruges Naturskolen som station og bosted for tilrejsende skoler og naturorganisationer. Desuden fungerer den som øens forsamlingshus
Den ortodokse russiske nonne Amvrosija etablerede i 2012 et russisk-ortodoks kloster på en gård på Prinsehøjsvej. 2014 blev en ny russisk-ortodoks kirke indviet på Bågø. I et hus i nærheden af klosteret har Ambrosija indrettet et lille feriested med værelser til pilgrimme og gæster, der overvejende kommer fra Rusland og andre tidligere sovjetlande.
Øen er delt i tre lave morænebakker og store engarealer med to store indsøer; disse har direkte forbindelse til havet, men er delvis sikret mod oversvømmelser af lave diger.  Bågøs højeste punkt er bare 8 meter over vandoverfladen. Øen har et rigt fugleliv, som tydeligt høres over hele øen, især i yngletiden. Der er mange ynglefugle, bl.a.grågåsen, fiskehejren og musvågen samt store hare- og fasanbestande, som årligt jages under en stor fællesjagt.

## Historie
Bågø er nævnt første gang omkring 1300 i formen Bokø. Forleddet er bok, der betyder bøg. Efterleddet er ’-ø’ i betydningen landområde omgivet af vand til alle sider. 
Baagøs gård- og husmænd var fæstebønder under grevskabet Wedellsborg. Efterhånden som godserne i begyndelsen af 1800-tallet solgte jorden blev bønderne selvejere, men ikke på Baagø. Wedellsborg stod fast på ikke at sælge ud af bøndergodset, og først i 1916 opnåede øen "selvstændighed", og gårdfæsterne blev selvejere.
Den 15. november 1872 havde man den værste stormflod, Bågøs lave områder blev oversvømmet og øen delt i 3. Ved Søgård, der var flyttet ud fra byen i 1870, stod vandet op til stuehusets vinduer og i stalden druknede 4 køer. For at forhindre lignende katastrofer byggede den daværende ejer et solidt stendige ud mod vejen. På en højtliggende banke, hvor gården Østergård (1883) nu ligger, søgte folk fra byen tilflugt.

## Turisme
Der er daglig færgeforbindelse til Assens, med en sejltid på 30 min. Bågø kan være et mål for en éndagstur, men der er flere muligheder for overnatning på øen, f.eks. teltslagning ved havnen, leje af øens naturskole til skoleophold eller arrangementer og muligheder for at leje sommerhuse i forskellige prisklasser. Øen har en badestrand nær havnen og mulighederne for strandfiskeri fra især den vestlige kyst. Der er en lille lystbådehavn ved færgelejet, og der er en kiosk, som har åbent om sommeren. Større indkøb kan foretages i Assens.
Ca. midt på øen ligger  "Hestestalden", hvor der er en samling af gamle redskaber med videre, som er indsamlet rundt på øen. I stalden er det muligt at nyde sin medbragte mad - der er siddepladser til ca. 70 personer.
- Bågø Kirke
- Bågø Fyr